# Strefa przemysłowa Alon Tawor
Strefa przemysłowa Alon Tawor (hebr. אזור התעשייה אלון תבור; ang. Industrial Park Alon Tavor) – okręg przemysłowy znajdujący się w obszarze Doliny Jezreel w Dolnej Galilei na północy Izraela.

## Położenie
Strefa przemysłowa Alon Tawor jest zlokalizowana u północno-zachodniego podnóża góry Giwat ha-More w zachodniej części Doliny Jezreel w Dolnej Galilei, na północy Izraela. W jej otoczeniu znajdują się miasto Afula, miejscowości Dabburijja i Kefar Tawor, kibuce Dawerat i En Dor, wioska komunalna Achuzzat Barak, oraz arabskie wioski Na’in, Kafr Misr i Tamra. Na południowym wschodzie jest baza wojskowa Na’ura.

## Historia
W kwietniu 2000 roku władze miejskie Afuli nawiązały współpracę z Samorządem Regionu Emek Jizre’el w celu utworzenia nowej strefy przemysłowej. Do projektu dołączyło się jeszcze sąsiednie miasteczko Kefar Tawor. Strefę utworzono przy wsparciu Ministerstwa Przemysłu i Handlu w ramach projektu wsparcia rozwoju gospodarczego Galilei. Wybrana lokalizacja zapewnia dostęp do głównych dróg oraz dużych ośrodków miejskich, które zapewniają siłę roboczą.

## Charakterystyka
Obecnie strefa zajmuje powierzchnię 593 ha, na których działalność prowadzi ponad 50 różnych spółek zatrudniających 4 tys. pracowników. Z tutejszych spółek można wymienić: Tenuva, Baemek Advanced Technologies Ltd., Soy Magic Ltd., Starplast, Keter Plastic Ltd., Orbond, Pazkar, Holis Industries Ltd., Sanlakol-Yachin, Rushdie Food Industries Ltd., Tosaf Compounds Ltd., Tadir Gan, D.C. Paper & plastic industries ltd., Adin Dental Implant Systems Ltd. Dyrekcja strefy spodziewa się, że zapowiadana w bliskiej przyszłości budowa linii kolejowej przyczyni się do przyśpieszenia rozwoju, gdyż ułatwi transport towarów do Portu Hajfa.
Zakład Tama tworzy rozwiązania różnorodnych opakowań dla potrzeb rolnictwa. Firma Orbond produkuje elementy wykończeniowe dla potrzeb budownictwa. We wschodniej części jest położona elektrownia gazowa. Na południe od niej znajdują się zakład produkujący nawozy dla rolnictwa Gat oraz zakład Holis Industries Ltd. produkujący wykładziny, rolety i zasłony okienne. Natomiast firma Marom Dolphin Ltd. produkuje kamizelki kuloodporne dla potrzeb wojska i policji. Tuż obok jest duża mleczarnia Israeli Cattle Breeder's Association.

## Transport
Ze strefy wyjeżdża się na północny zachód na drogę nr 65. Dla biznesu duże znaczenie odgrywa także bliskość portu lotniczego Megiddo, na którym mogą lądować małe samoloty.